# Albatros D.XII
Albatros D.XII – niemiecki dwupłatowy samolot myśliwski z końca I wojny światowej, zaprojektowany i zbudowany w wytwórni Albatros-Werke GmbH w Berlinie. Maszyna wzięła udział w dwóch konkursach samolotów myśliwskich w Adlershof w 1918 roku, jednak nie była lepsza od konkurentów i w rezultacie nie weszła do produkcji seryjnej. D.XII był ostatnim myśliwcem firmy Albatros skonstruowanym podczas I wojny światowej.

## Historia
Po zbudowaniu w 1917 roku nieudanego, choć produkowanego masowo modelu D.V, zakłady Albatros-Werke GmbH usiłowały odzyskać utraconą reputację, projektując nowe typy myśliwców. Jednak wysiłki konstruktorów, których rezultatem były dwupłaty D.VI, D.VII, D.IX i D.X oraz trójpłaty Dr.I i Dr.II, nie przyniosły oczekiwanych efektów – żaden z myśliwców nie został zamówiony przez Luftstreitkräfte. Na początku 1918 roku powstały kolejne, nowe modele Albatrosów – napędzany silnikiem birotacyjnym D.XI oraz właśnie D.XII. Ta ostatnia konstrukcja miała drewniany kadłub z płaskimi bokami zapożyczony z modelu D.X i tradycyjny napęd w postaci silnika rzędowego Mercedes D.IIIa.
Pierwszy prototyp o numerze rejestracyjnym 2210/18 został oblatany w marcu 1918 roku. Drugi prototyp o numerze 2211/18 wyposażono w nowy silnik rzędowy BMW IIIa i niewyważone lotki, a także w podwozie Bohme z amortyzatorami pneumatycznymi. Jego pierwszy lot odbył się w kwietniu 1918 roku. Pierwszy egzemplarz Albatrosa D.XII wziął udział w drugim konkursie na samolot myśliwski w Adlershof w czerwcu 1918 roku, a drugi wystawiono do trzeciego konkursu, który odbył się w październiku. Samolot okazał się jednak gorszy od konkurentów i nie został skierowany do produkcji seryjnej.
Albatros D.XII był ostatnim myśliwcem tej firmy skonstruowanym podczas I wojny światowej.

## Opis konstrukcji i dane techniczne

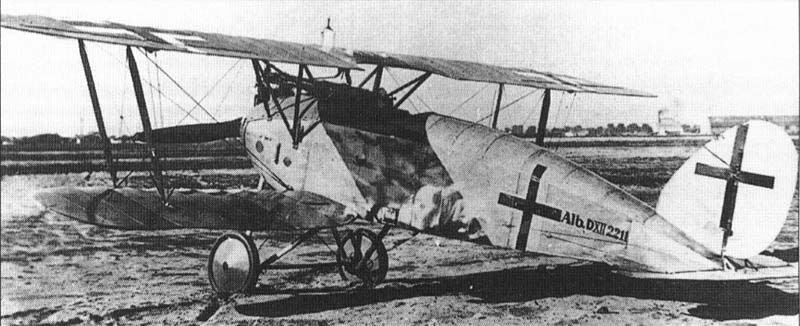
Drugi prototyp D.XII o numerze 2211/18.

Albatros D.XII był jednosilnikowym, jednoosobowym dwupłatem myśliwskim konstrukcji drewnianej. Długość samolotu wynosiła 5,78 metra, a rozpiętość skrzydeł 8,2 metra. Powierzchnia nośna wynosiła 19,84 m². Masa pustego płatowca wynosiła 580 kg, zaś masa startowa – 760 kg. Wysokość samolotu wynosiła 2,8 metra.
Napęd pierwszego prototypu stanowił chłodzony cieczą 6-cylindrowy silnik rzędowy Mercedes D.IIIa o mocy 132 kW (180 KM) przy 1400 obr./min, zaś drugi egzemplarz napędzany był także 6-cylindrowym, chłodzonym cieczą silnikiem rzędowym BMW IIIa o mocy 136 kW (185 KM). Prędkość maksymalna samolotu z silnikiem Mercedesa wynosiła 180 km/h, zaś długotrwałość lotu 1 godzinę. Maszyna osiągała maksymalny pułap 8000 metrów w czasie 54 minut.
Samolot uzbrojony był w dwa stałe zsynchronizowane karabiny maszynowe LMG 08/15 kalibru 7,92 mm.